# Nyctimantis pomba
Nyctimantis pomba (anteriormente, Aparasphenodon pomba )es una especie de anfibio anuro de la familia Hylidae.

## Distribución geográfica
Esta especie es endémica del estado de Minas Gerais en Brasil. Se encuentra en el municipio de Cataguases.

## Descripción
Los 4 especímenes machos adultos observados en la descripción original miden de 51 a 60 mm de longitud estándar y las 4 especímenes hembras adultas observadas en la descripción original miden de 58 a 62 mm de longitud estándar.

## Etimología
El nombre de la especie le fue dado en referencia al lugar de su descubrimiento, el río Pomba.

## Publicación original
- Assis, Santana, Silva, Quintela & Feio, 2013: A new and possibly critically endangered species of casque-headed tree frog Aparasphenodon Miranda-Ribeiro, 1920 (Anura, Hylidae) from southeastern Brazil. Zootaxa, n.º 3716, p. 583–591[3]